# Nezhat Nafisi
Nezhat Nafisi, född 1920, död 2003, var en iransk politiker. 
Hon var gift med Irans borgmästare Ahmad Nafisi.
Efter införandet av kvinnlig rösträtt 1963 blev hon samma år en av de första kvinnorna i Irans parlament.  
Hon delade denna pionjärställning med Mehrangiz Manouchehrian och Shams ol-Moluk Mosahab, vilka blev senatorer, och Mehrangiz Dowlatshahi, Nayereh Ebtehaj-Samii, Showkat Malek Jahanbani, Farrokhroo Parsa och Hajar Tarbiat, som satt i den lagstiftande församlingen. 
Hon satt som ledamot i Irans parlament 1963–1967.